# 釜和明
釜 和明（かま かずあき、1948年12月26日 - ）は、日本の経営者。IHI社長を務めた。長崎県北高来郡森山村(現在の諫早市)出身。

## 経歴・人物
長崎西高校を経て、1971年に東京大学工学部を卒業し、同年に石川島播磨重工業に入社。2005年6月に取締役に就任し、2007年4月に社長に就任。2012年4月から2016年4月までに会長を務めた。